# Codes and Keys
Codes and Keys ist das achte Studioalbum der Indie-Rock-Band Death Cab for Cutie. Es erschien am 31. Mai 2011, war aber vorher schon komplett auf der National Public Radio Website zu hören.

## Entstehung
Durch das Privatleben der Bandmitglieder war ein durchgehendes Produzieren bzw. Einspielen des Albums nicht möglich, so heiratete z. B. Lead-Sänger Benjamin Gibbard kurz vorher. In acht verschiedenen Studios wurden die 11 bzw. 13 Lieder aufgenommen, wobei sie nie länger als zwei Wochen in einem Studio blieben. Dem Album folgte eine kurze Tour, da die Bandmitglieder sich lieber auf ihr Familienleben konzentrieren wollten.

## Stil
Es wurde viel mit der Software Logic Pro und Klavier bzw. Keyboards experimentiert, so dass die Gitarren in den Hintergrund rücken. Die Veränderungen im Privatleben vor allem von Gibbard sind den Texten und der Musik anzumerken, sie wirken deutlich heller und fröhlicher als alle anderen Alben. So sagte Songwriter Gibbard in einem Interview:

„There's a level of self-loathing in [Narrow Stairs] that I'm a bit of embarrassed about now […] It's a really dark record. I didn't want to make that record again. I didn't want to write those songs again.“

„Es gibt einen gewissen Anteil an Selbstverachtung in [Narrow Stairs], der mir jetzt ein bisschen peinlich ist […] Es ist ein sehr dunkles Album. Ich würde diese Platte nicht noch einmal machen. Ich würde diese Lieder nicht wieder schreiben.“

## Trackliste
Alle Texte wurden von Benjamin Gibbard geschrieben, die Musik kommt aber von allen Mitgliedern der Band.
1. „Home Is a Fire“ – 4:04
2. „Codes and Keys“ – 3:22
3. „Some Boys“ – 3:11
4. „Doors Unlocked and Open“ – 5:37
5. „You Are a Tourist“ – 4:47
6. „Unobstructed Views“ – 6:11
7. „Monday Morning“ – 4:19
8. „Portable Television“ – 2:53
9. „Underneath the Sycamore“ – 3:27
10. „St. Peter’s Cathedral“ – 4:30
11. „Stay Young, Go Dancing“ – 2:50

Deluxe Edition bonus tracks
1. „Portable Television“ (Demo version) – 2:55
2. „Some Boys“ (Demo version) – 3:25

## Kritik
In Australien erreichte das Album Platz sieben der ARIA Album Charts.

„Trotzdem ist “Codes and Keys” ein Album, das man zu seinen Lieblingen 2011 zählen kann, das man getrost durchlaufen lassen kann, ohne die Skip-Taste zu nötigen, das man weiter empfehlen kann, ohne sich zu blamieren. Kein zeitlos großartiges Album, aber ein gutes Album, das für eine knappe dreiviertel Stunde wirklich glücklich macht.“

„But at core, these are resplendent songs, the sound of a sad-sack acquiescing that life might be pretty awesome after all"

"Im Kern sind dieses prächtige Songs, der Sound eines Miesmachers, der sich eingesteht, dass das Leben vielleicht doch ganz schön ist“